# Transcalédonienne
La Transcalédonienne surnommée La Transcal est un raid de course à pied de deux jours reliant deux villages de Nouvelle-Calédonie. Elle a lieu, tous les ans, le premier week-end de juillet.
Cet événement sportif, assez physique, offre aux participants l’opportunité de découvrir non seulement le mode de vie dans les tribus kanak les plus isolées, mais aussi la flore unique et la faune de Nouvelle-Calédonie. 
Ce grand raid est également l’occasion d’un week-end festif avec animations et vente de produits artisanaux.
En 2011, elle fêtait ses 20 ans.

## Histoire

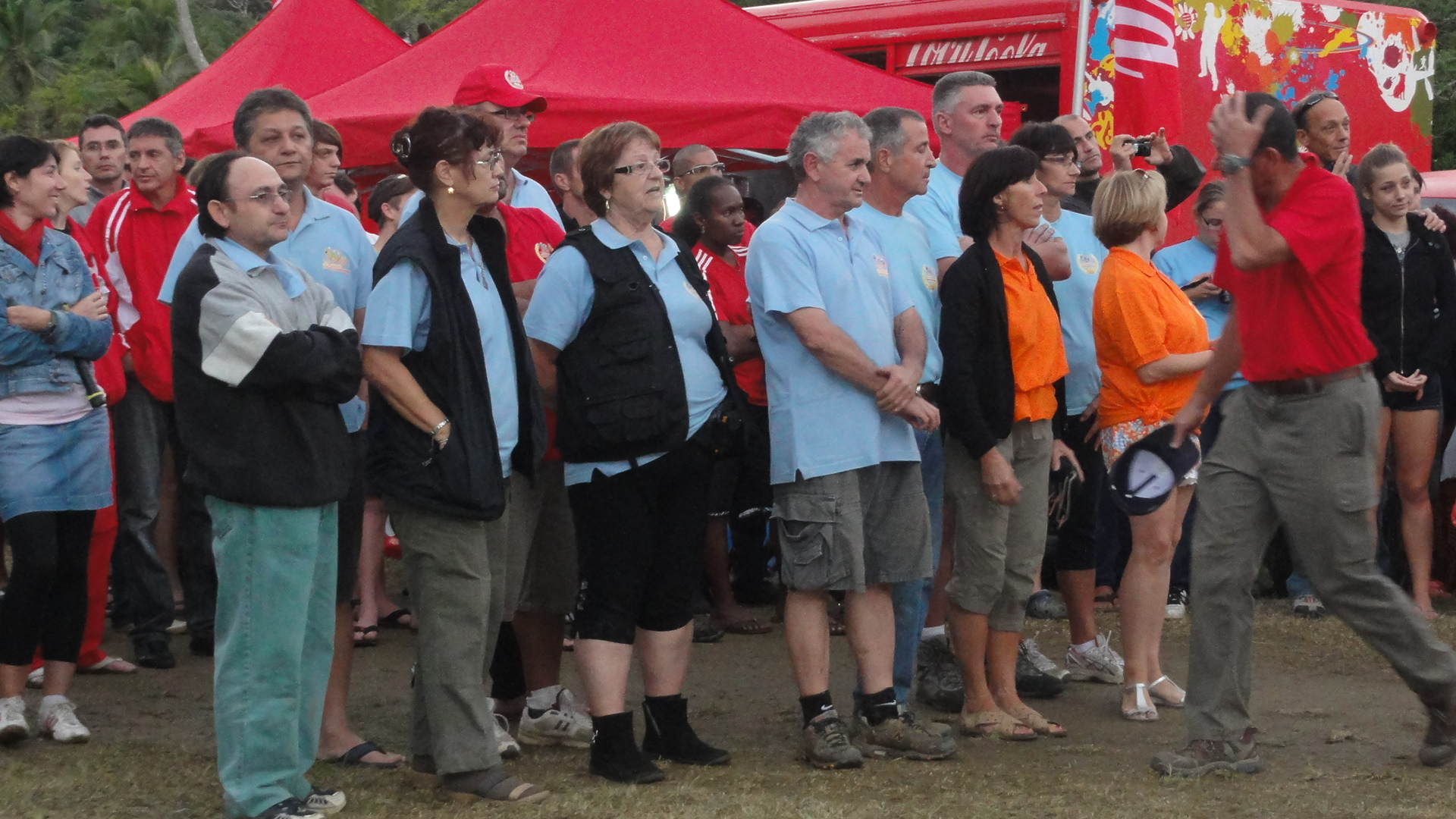
Comité d'organisation de l'édition 2011

C'est en octobre 1991 que Jeanne HOSKEN et Jean-Paul GRANGEON en partenariat avec la Commission du Pacifique Sud ont organisé une conférence sur les maladies liées aux modes de vie et notamment à l'inaction qui peut engendrer de lourdes conséquences sur la santé.
En même temps s'est déroulé en Nouvelle-Calédonie le « RAID GAULOISE ». Il n'en fallait pas plus pour que l'année suivante ils organisent la 1re « TRANSCALéDONIENNE » afin de promouvoir la santé à travers le sport.
Avec l'aide des institutions, de quelques sponsors sans aucun lien avec l'alcool ou le tabac ou d'autres produits toxiques.
Une petite équipe, dont François BACH et Bénédicte GONTARD, se met en quête de trouver un parcours sur deux jours permettant de traverser la Calédonie d'une côte à l'autre et découvrir de magnifiques paysages ainsi que des tribus retirées, dont les habitants sont empreints d'une chaleur humaine extraordinaire.

## Coutume

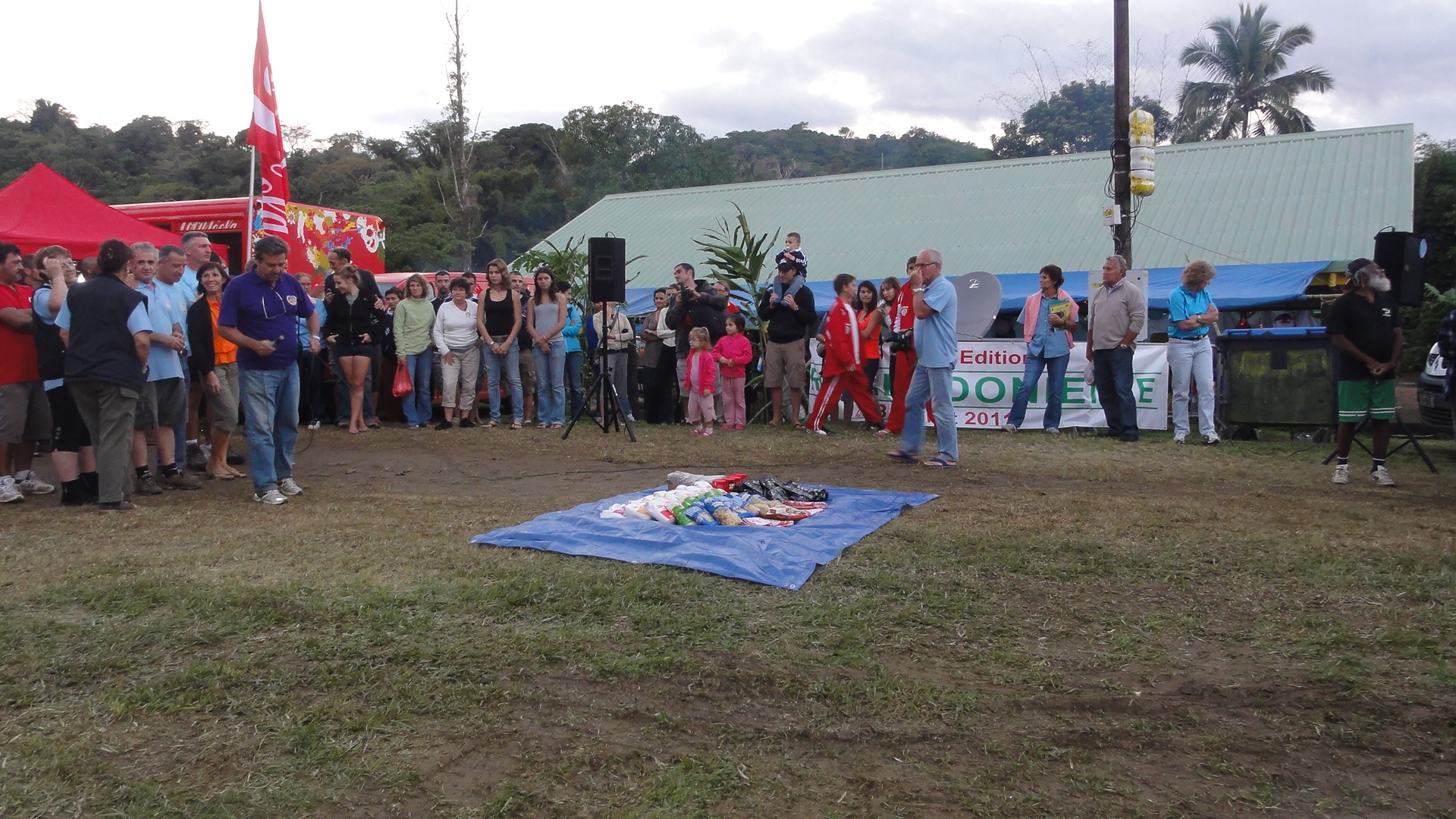
Faire la coutume

Chaque année, le parcours de la transcalédonienne passe par des tribus Kanaks. c'est l'occasion de partager un moment convivial avec les gens de la tribu, d'acheter leurs produits et aussi de rétablir un lien avec cette communauté. À la fin de la journée, tout le monde se réunit autour d'un tapis où sont posés des cadeaux pour les habitants de la tribu afin de les remercier. Ce geste, très populaire en Nouvelle-Calédonie n'est pas qu'un simple don mais un véritable échange entre deux communautés.

## Logo
Le logo change chaque année, un nouveau logotype est créé par les organisateurs. On le trouve sur la couverture du magazine annuel de la Transcalédonienne ainsi que sur les t-shirts des participants.

## Éditions
Chaque année, la course a pour but de relier deux villages ou deux tribus en traversant la Chaîne centrale qui est le massif montagneux qui s'étend sur toute l'île. En 2011, c'était la 20e édition de la Transcalédonienne.
- 1992 : Canala → Teremba
- 1993 : Bourail → Houaïlou
- 1994 : Hienghène → Voh
- 1995 : Thio → Ouatom
- 1996 : Ponérihouen → Poya
- 1997 : Houaïlou → La Foa
- 1998 : Poum → Pouébo
- 1999 : Boulouparis → Canala
- 2000 : Poindimié → Koniambo
- 2001 : Poé → Kaora
- 2002 : Thio → Boulouparis
- 2003 : Ponérihouen → Poya
- 2004 : Canala → Sarraméa
- 2005 : Thio → La Foa
- 2006 : Thio → Boulouparis
- 2007 : Hienghène → Voh
- 2008 : Unia → Mont-Dore
- 2009 : Ponérihouen → Pouembout
- 2010 : Moindou → La Foa
- 2011 : Houaïlou → Bourail
- 2012 : Bopop → Netchao (Koné)